# Pogonomys championi
Pogonomys championi é uma espécie de roedor da família Muridae.
Apenas pode ser encontrada na Papua-Nova Guiné.